# Robert Pehrsson
Robert Pehrsson (nacido el 13 de diciembre de 1975 en Uddevalla, Suecia) es un guitarrista, cantante, compositor, ingeniero de sonido y productor sueco. Ha trabajado para bandas tan diversas como Runemagick, Thunder Express, Death Breath, Dundertåget, Imperial State Electric, Slingblade y Dagger. Robert Pehrsson comenzó su carrera como guitarrista y vocalista alrededor de 1988-1989, concentrándose entonces principalmente en tocar música extrema como thrash y death metal, pero pronto se diversificó en diferentes géneros musicales, centrándose principalmente en la música rock.
En 2013 crea su propia banda con el nombre de Robert Pehrsson's Humbucker y graba su primer álbum homónimo para High Roller Records. 
Grabadas en Gutterview Recorders, las nueve canciones cuentan con invitados de renombre como Nicke Andersson, Dolf De Borst y Tomas Eriksson de Imperial State Electric, Peter Stjärnvind (Nifelheim, Black Trip), Joseph Tholl (Enforcer, Black Trip), Robert Eriksson (ex The Hellacopters), Olle Dahlstedt (Entombed), Johan Bäckman (Necrocourse) y Johannes Borgström.
En 2016 publica su segundo álbum, "Long Way To The Light", de nuevo con la participación de Nicke Andersson y Joseph Tholl entre otros.
2019 vería la publicación de su último álbum hasta la fecha, "Out Of The Dark", producido, grabado y mezclado por él mismo, con las colaboraciones habituales de Nicke Andersson, Joseph Tholl, Tobias Egge, Robert Eriksson, etc.
Además de su labor como músico, ha producido, grabado o mezclado varias decenas de álbumes de bandas como Tribulation, Åskväder, Dead Lord, Black Paisley, Grande Royale, Lucifer, Bottenhavet o The Mothercrow.

## Equipo musical
Guitarras 
- Gibson Flying V
- Gibson SG
- Gibson Les Paul Sunburst
- Gibson Les Paul Tobacco Burst
- Greco Les Paul Tobacco Burst
- Fender Telecaster

Efectos 
- BOSS TU-2 Tuner
- Dunlop Cry Baby
- Dunlop Rotovibe
- MXR Bass Octave Deluxe
- Fulltone Fat-Boost
- Electro Harmonix LPB-1
- MXR Micro Amp
- Custom built Tube screamer
- MXR Phase 90
- MXR Flanger
- MXR Analog Delay
- Custom built Echo Delay

Amplificadores y cabezales 
- Marshall JMP100 Head
- Vox AC30
- Orange 4x12 Cabinet
- Malmberg 4x12 Cabinet
- Custom 2x12 Cabinet

## Discografía
- 1996 – Deathwitch – Triumphant Devastation
- 1997 – Deathwitch – Dawn of Armageddon
- 1999 – Tomahawk – What to Do 7"
- 1999 – Tomahawk – Push 7"
- 2002 – Wrecks – Wrecks
- 2004 – Thunder Express – We Play for Pleasure
- 2006 – Death Breath – Death Breath
- 2006 – Death Breath – Stinking Up the Night
- 2007 – Thunder Express – Republic Disgrace
- 2007 – Death Breath – Let It Stink
- 2009 – Dundertåget – Skaffa ny frisyr
- 2010 – Dundertåget – Dom feta åren är förbi
- 2010 – Imperial State Electric – Imperial State Electric
- 2012 – Imperial State Electric – Pop War
- 2013 – Robert Pehrsson's Humbucker – S/T (Solo album)
- 2013 – Imperial State Electric – Reptile Brain Music
- 2015 – Imperial State Electric - Honk Machine
- 2016 – Robert Pehrsson's Humbucker - Long Way To The Light
- 2019 – Robert Pehrsson's Humbucker - Out Of The Dark
- 2022 – Death Breath – The Old Hag 7"

## Colaboraciones
- 2009 – Mary's Kids – S/T
- 2010 – Necronaut – S/T
- 2011 – 77 – High Decibels
- 2011 – Slingblade – The Unpredicted Deeds of Molly Black
- 2012 – The Datsuns – Death Rattle Boogie
- 2012 – Bullet – Full Pull
- 2012 – Mary's Kids – Say No!
- 2013 – Dead Lord – Goodbye Repentance
- 2013 – Dregen – S/T
- 2013 – Black Trip – Goin' Under
- 2014 – The Dagger – The Dagger
- 2015 – Black Trip – Shadowline
- 2015 – Winds Of Genocide – Usurping The Throne Of Disease
- 2019 – Joseph Tholl – Devil's Drum
- 2020 –  Åskväder – Åskväder

## Bandas
- Masticator
- Runemagick
- Deathwitch
- Tomahawk
- The Preachermen
- Wrecks
- Thunder Express/Dundertåget
- Death_Breath
- Imperial State Electric
- Dagger
- Robert Pehrsson's Humbucker